# I'm Beside You
I'm Beside You è l'undicesima raccolta del gruppo musicale statunitense Red Hot Chili Peppers, pubblicata il 29 novembre 2013 dalla Warner Bros. Records.

## Descrizione
Pubblicata in esclusiva Record Store Day il Black Friday 2013, la raccolta comprende outtake dell'album I'm with You precedentemente pubblicate su 45 giri tra il 7 agosto 2012 e il 23 luglio 2013.

## Tracce
Testi e musiche di Anthony Kiedis, Flea, Chad Smith e Josh Klinghoffer.
Lato A
1. Strange Man – 3:36
2. 'Long Progression' – 3:58
3. Magpies on Fire – 3:44
4. Victorian Machinery – 4:06

Lato B
1. Never Is a Long Time – 2:46
2. Love of Your Life – 4:06
3. The Sunset Sleeps – 4:00
4. Hometown Gipsy – 3:58
5. Pink as Floyd – 4:53

Lato C
1. Your Eyes Girl – 5:07
2. In Love Dying – 8:01
3. Catch My Death – 4:15
4. How It Ends – 3:38

Lato D
1. Brave from Afar – 3:39
2. This Is the Kitt – 4:21
3. Hanalei – 4:15
4. Open/Close – 4:23

## Formazione
- Anthony Kiedis – voce
- Josh Klinghoffer – chitarra, cori
- Flea – basso, cori
- Chad Smith – batteria, percussioni

Altri musicisti
- Mauro Refosco – percussioni (tracce 1, 2, 4, 15 e 17), percussioni aggiuntive (traccia 11)
- Lenny Castro – percussioni aggiuntive (traccia 1), percussioni (traccia 3)
- Greg Kurstin – pianoforte (tracce 5, 8 e 12)
- Henry Kwapis – shaker (traccia 5)
- Sonus Quartet – archi (traccia 9)
  - Caroline Campbell – violino
  - Kathleen Sloan – violino
  - Alwyn Wright – viola
  - Vanessa Freebairn-Smith – violoncello, arrangiamento
- Silverlake Youth Chorale – coro (traccia 17)
- SJ Hasman – direzione e arrangiamento corale (traccia 17)

Produzione
- Rick Rubin – produzione
- Andrew Scheps – missaggio
- Greg Fidelman – missaggio (traccia 1)
- Henry Kwapis – assistenza al missaggio (tracce 3-6)
- Xanthe Scheps – assistenza al missaggio (traccia 2)
- Frank Maddocks – direzione artistica
- Kelsey Brooks – copertina
- Alex Tenta – grafica